# Lijst van voetbalinterlands Taiwan - Turkmenistan
Deze lijst van voetbalinterlands is een overzicht van alle officiële voetbalwedstrijden tussen de nationale teams van Taiwan (Chinees Taipei) en Turkmenistan. De landen hebben tot op heden zes keer tegen elkaar gespeeld. De eerste ontmoeting, een kwalificatiewedstrijd voor het Wereldkampioenschap voetbal 2002, werd gespeeld in Tasjkent (Oezbekistan) op 27 april 2001. De laatste confrontatie, een kwalificatiewedstrijd voor de Azië Cup 2027, was op 25 maart 2025 in Kaohsiung.

## Wedstrijden
| № | Plaats        | Datum            | Competitie                          | Wedstrijd                     | Uitslag |
| - | ------------- | ---------------- | ----------------------------------- | ----------------------------- | ------- |
| 1 | Tasjkent      | 27 april 2001    | WK 2002 kwalificatie                | Chinees Taipei − Turkmenistan | 0 − 5   |
| 2 | Amman         | 7 mei 2001       | WK 2002 kwalificatie                | Turkmenistan − Chinees Taipei | 1 − 0   |
| 3 | Petaling Jaya | 23 maart 2011    | AFC Challenge Cup 2012 kwalificatie | Chinees Taipei − Turkmenistan | 0 − 2   |
| 4 | Zhubei        | 26 maart 2017    | Azië Cup 2019 kwalificatie          | Chinees Taipei − Turkmenistan | 1 − 3   |
| 5 | Balkanabat    | 14 november 2017 | Azië Cup 2019 kwalificatie          | Turkmenistan − Chinees Taipei | 2 − 1   |
| 6 | Kaohsiung     | 25 maart 2025    | Azië Cup 2027 kwalificatie          | Chinees Taipei − Turkmenistan | 1 − 2   |

## Samenvatting
| Competitie                     | Totaal gespeeld | Winst Chinees Taipei | Gelijk | Winst Turkmenistan | Doelsaldo Chinees Taipei – Turkmenistan |
| ------------------------------ | --------------- | -------------------- | ------ | ------------------ | --------------------------------------- |
| WK-kwalificatie                | 2               | 0                    | 0      | 2                  | 0 − 6                                   |
| Azië Cup-kwalificatie          | 3               | 0                    | 0      | 3                  | 3 − 7                                   |
| AFC Challenge Cup-kwalificatie | 1               | 0                    | 0      | 1                  | 0 − 2                                   |
| Totaal                         | 6               | 0                    | 0      | 6                  | 3 − 15                                  |

CTFA ·
Bondscoaches ·
vrouwenvoetbalelftal ·
Topscorers
Afghanistan ·
Australië ·
Bahrein ·
Bangladesh ·
Brunei ·
Cambodja ·
Fiji ·
Filipijnen ·
Grenada ·
Guam ·
Hongkong ·
India ·
Indonesië ·
Irak ·
Iran ·
Israël ·
Japan ·
Jordanië ·
Kenia ·
Kirgizië ·
Koeweit ·
Laos ·
Macau ·
Maleisië ·
Mongolië ·
Myanmar ·
Nepal ·
Nieuw-Zeeland ·
Noord-Korea ·
Oezbekistan ·
Oman ·
Oost-Timor ·
Pakistan ·
Palestina ·
Panama ·
Saint Kitts en Nevis ·
Salomonseilanden ·
Saoedi-Arabië ·
Singapore ·
Sri Lanka ·
Syrië ·
Thailand ·
Trinidad en Tobago ·
Turkmenistan ·
Vietnam ·
Zuid-Korea ·
Zuid-Vietnam
AFFA · A-internationals · Bondscoaches · Statistieken · Turkmeens vrouwenelftal · Turkmenistan U21 · Turkmenistan U20 · Turkmenistan U19 · Turkmenistan U17
1992 – 1999 ·
2000 – 2009 ·
2010 – 2019 ·
2020 − 2029
1992 ·
1993 ·
1994 ·
1995 ·
1996 ·
1997 ·
1998 ·
1999 ·
2000 ·
2001 ·
2002 ·
2003 ·
2004 ·
2005 ·
2006 ·
2007 ·
2008 ·
2009 ·
2010 ·
2011 ·
2012 ·
2013 ·
2014 ·
2015 ·
2016 ·
2017 ·
2018 ·
2019 ·
2020 ·
2021 ·
2022
Afghanistan ·
Armenië ·
Azerbeidzjan ·
Bahrein ·
Bangladesh ·
Bhutan ·
Cambodja ·
China ·
Estland ·
Filipijnen ·
Guam ·
Hongkong ·
India ·
Indonesië ·
Irak ·
Iran ·
Japan ·
Jemen ·
Jordanië ·
Kazachstan ·
Kirgizië ·
Koeweit ·
Laos ·
Libanon ·
Litouwen ·
Malediven ·
Maleisië ·
Myanmar ·
Nepal ·
Noord-Korea ·
Oeganda ·
Oezbekistan ·
Oman ·
Pakistan ·
Palestina ·
Qatar ·
Roemenië ·
Saoedi-Arabië ·
Singapore ·
Sri Lanka ·
Syrië ·
Tadzjikistan ·
Taiwan ·
Thailand ·
Verenigde Arabische Emiraten ·
Vietnam ·
Zuid-Korea